# Hôtel du Jouhannel de Jenzat
L’hôtel du Jouhannel de Jenzat, aussi appelé hôtel de Jenzat ou hôtel de Roquefeuil, est un hôtel particulier situé à Riom, en France.

## Localisation
L'hôtel particulier est situé sur la commune de Riom, 9 rue Soubrany, dans le département du Puy-de-Dôme.

## Historique
Un grand hôtel particulier, avec jardin et vastes dépendances, appartenait à la famille Souchet à proximité du couvent des cordeliers. Antoine du Souchet, seigneur de Brion, a vendu cette propriété à Michel de Vény, seigneur d'Arbouzes de Villemont, trésorier de France à Riom et premier maître d'hôtel du duc d'Alençon. Il a vendu l'hôtel, en 1575, à Jean Régin, seigneur de Grenier du Chassaint, lieutenant particulier en la sénéchaussée d'Auvergne. Sa petite-fille, Marguerite Régin, unique héritière des biens de la famille, a apporté la baronnie de Palerme, près de Riom, et cet hôtel à la famille de Besse, en épousant, en 1615, messire René, comte de Besse, seigneur de Ginestoux, etc., capitaine de chevau-légers, fils de haut et puissant seigneur Gilbert, comte de Besse, capitaine de cent hommes d'armes et chevalier des ordres du roi.
C'est son petit-fils, Gabriel de Besse, chanoine au chapitre noble de Saint-Pierre de Mâcon, propriétaire de l'hôtel à la suite du partage avec ses frères et ses sœurs, qui a vendu l'hôtel, le 8 janvier 1748, à Guillaume du Jouhannel, baron de Jenzat, conseiller au présidial de Riom et procureur au bureau des finances de la généralité de Riom, marié en 1737 avec  Marie Louise Taitbout. Il a entrepris de le démolir en 1750pour le remplacer par un hôtel particulier. Seules les substructures ont été conservées.
L'hôtel particulier a été reconstruit dans le style Louis XV. Son fils, Jean-Baptiste Julien du Jouhannel de Jenzat, conseiller du Roi au Parlement de Paris, a épousé en 1774 Hyacinthe Ferrand de Fontorte, fille de Michel Ferrand de Fontorte et de Jeanne Réhez de Sampigny d'Effiat, dont il a eu  une fille, Marie Françoise Henriette du Jouhannel de Jenzat (Jenzat, 1791-Marsat, 1856), mariée en 1816 avec Pierre Sablon du Corail (Riom, 1783-Marsat, 1859). Ils ont reçu dans leur hôtel, en 1785, Mesdames Louise et Adélaïde de France pendant leur voyage en Auvergne. À la suite de cette visite, Madame Adélaïde de France leur a donné son portrait.
L'hôtel a été la propriété de Pierre Hyacinthe "Adolphe" Sablon du Corail (Riom, 1820-Riom, 1900),. Sa fille et héritière Elisabeth épouse en 1880, Edouard de Roquefeuil. 
À partir de la Révolution, jusque vers 1850, l'hôtel a été en partie loué par chambres.
À partir de 1859, il accueille le musée de la ville de Riom fondé à l'initiative de Francisque Mandet. En 1866, les collections déménagent pour leur emplacement actuel, au niveau de l'Hôtel Dufraisse. 

## Protection
L'hôtel a été classé au titre des monuments historiques le 23 avril 1954.

## Description
C'est un des rares hôtels particuliers de Riom du XVIIIe siècle qui soit entre cour et jardin. Les deux autres sont l'hôtel Dufraisse et l'hôtel Rollet d'Avaux.
Le plan en équerre permet d'avoir une partie de façade sur rue. C'est cette partie qui a été la mieux décorée. Les fenêtres du premier étage sur rue sont plus hautes qu celles du même étage sur cour et ne présentent ni garde-corps ni appui. La façade sur jardin met en évidence ses deux étages. Dans la partie du bâtiment sur rue, on trouve une grande chambre à alcôve au premier étage, avec au rez-de-chaussée une chambre d'apparat. Au premier étage, un salon de musique et d'autres chambres donnent sur le jardin. La cour n'éclaire que l'escalier et une antichambre.

## Mobilier
L'hôtel a conservé son mobilier du XVIIIe siècle qui a été protégé au titre objet :
- secrétaire[9],
- secrétaire[10],
- buffet[11],
- armoire-bibliothèque[12],
- lit à la polonaise[13],
- légumier, présentoir[14],
- écran à feu[15],
- trumeau de cheminée[16],
- dessus-de-porte[17],
- portrait de madame Adélaïde[18],
- portraits de P. Valleix d'Hauteroche J.-B. Valleix d'Hauteroche et du général du Corail[19],
- chaises[20].